# Sarre en los Juegos Olímpicos de Helsinki 1952
Sarre estuvo representado en los Juegos Olímpicos de Helsinki 1952 por un total de 36 deportistas, 31 hombres y 5 mujeres, que compitieron en 9 deportes.
El portador de la bandera en la ceremonia de apertura fue el atleta Toni Breder. El equipo olímpico de Sarre no obtuvo ninguna medalla en estos Juegos.